# Naegok-dong, Gangneung
Naegok-dong (koreanska: 내곡동) är en stadsdel i staden Gangneung i provinsen Gangwon i den nordöstra delen av Sydkorea, 170 km öster om huvudstaden Seoul.